# Харківці (Гадяцька міська громада)
Харкі́вці — село в Україні, в Гадяцькій міській громаді Миргородського району Полтавської області. Колишній центр сільської ради. Станом на 1 січня 2008 року в селі нараховувалось 269 дворів, проживало 674 особи.

## Географія
Село Харківці знаходиться на півночі району за 4 км від правого берега річки Псел, за 3,5 км від села Сари, за 22 км від центру громади, за 24 км від залізничної станції Гадяч та за 180 км від Полтави. Біля села протікає річечка Рашівка.

## Історія
Назва села походить від прізвища першого поселенця — реєстрового козака Харька.
В 1889 році в селі побудована дерев'яна церква Різдва Богордиці пам'ятка архітектури. У 2006 р. за настоятельства священика Романа Височанського було пофарбовано стіни, засклено вікна, відрихтовано дах та встановлено іконостас, а також згуртовано чималу релігійну громаду з діючим хором і відремонтовано будинок священнослужителів.
У 1957 році відбулося об'єднання харківецького колгоспу імені Чапаєва з колгоспом «Перемога», що існував, що існував на території сіл Круглик, Кияшківське і Бутовичеське.
Село постраждало внаслідок геноциду українського народу, проведеного окупаційним урядом СРСР 1923—1933 та 1946–1947 роках.
У 1958—1959 роках село електрифіковане, у 1967 році підключене до державної електромережі. В 1969 році побудована дорога з твердим покриттям, яка з'єднувала Харківці з автомобільною дорогою Гадяч—Миргород. В 1976 році завершене будівництво дороги по центральній вулиці, а також до молочно-тваринної ферми і свиноферми. У 1982 році покладена дорога до села Круглика. В 1987 році завершене будівництво Будинку культури. У 1989 році до села був підведений газопровід і газифіковані перші 14 осель, а впродовж 5 років була газифікована решта села і сільської ради.

## Населення

### Мова
Розподіл населення за рідною мовою за даними перепису 2001 року:
| Мова       | Кількість | Відсоток |
| ---------- | --------- | -------- |
| українська | 747       | 98.29%   |
| російська  | 12        | 1.58%    |
| румунська  | 1         | 0.13%    |
| Усього     | 760       | 100%     |

## Сучасність
В селі діє загальноосвітня школа І-ІІ ступенів, фельдшерсько-акушерський пункт, будинок культури. Працює КСП «Зелений Гай».

## Відомі люди
- Петренко Семен Якович — депутат Верховної Ради УРСР 8-9-го скликання.
- Коренівський Данило Григорович — український математик.